# Artemis 2
Artemis 2 (även benämnd Artemis II) är den andra planerade rymdfärden och den första bemannade i Artemisprogrammet. Artemis 2 sker med rymdfarkosten Orion MPCV och skjuts upp med Space Launch System. Rymdfarkosten kommer att skjutas upp från Kennedy Space Center och planeras genomföra en förbiflygning av månen. Syftet med expeditionen är att testa rymdfarkosten under en bemannad expedition till månen för att möjliggöra kommande månlandningar. Besättningen planeras bestå av 4 astronauter.  Uppdraget förväntas bli det första att skicka människor bortom låg omloppsbana (runt jorden) sedan Apollo 17 i december 1972. Rymdfärden är planerad att äga rum i september 2025.
Expeditionen benämndes tidigare Exploration Mission-2 (EM-2) och hade ursprungligen som syfte att besöka och ta prover av en del av en asteroid som genom ett tidigare obemannat uppdrag (Asteroid Redirect Mission) skulle ha lagts i omloppsbana runt månen. EM-2 beräknades då skjutas upp under 2021. 